# NGC 2572
NGC 2572 è una vasta galassia a spirale situata nella costellazione del Cancro, a una distanza di circa 395 milioni di anni luce dalla nostra Via Lattea.

## Scoperta
La galassia è stata scoperta il 2 febbraio 1877 dall'astronomo francese Édouard Stephan.

## Descrizione
NGC 2572 ha una classe di luminosità I e presenta una larga riga a 21 cm dell'idrogeno neutro.
Il database SIMBAD la classifica come galassia LINER, cioè una galassia il cui nucleo presenta uno spettro di emissione caratterizzato da larghe righe di atomi debolmente ionizzati.